# 伊勢屋兼吉
伊勢屋 兼吉（いせや かねきち、生没年不詳）は、江戸時代末期から明治時代にかけての江戸の地本問屋。

## 来歴
伊勢兼と号す。幕末から明治時代にかけて江戸の赤坂新町3丁目金次郎店、後に富槙町丹次郎店、京橋南槙町において地本問屋を営業している。3代目歌川豊国の錦絵作品を多く出版したほか、初代歌川広重、3代目歌川広重、豊原国周、2代目歌川国輝、昇斎一景の錦絵、双六絵を出版している。

## 作品
- 歌川広重 「源氏物語五十四帖」 横大判 錦絵揃物 嘉永5年（1852年）
- 歌川広重 「大井川」
- 歌川広重・3代目歌川豊国 「風流源氏」 大判3枚続 錦絵揃物 嘉永5年
- 3代目歌川豊国 「白浪五人男」 大判 錦絵5枚揃 文久2年（1862年）
- 3代目歌川豊国 「忠臣蔵銘々伝」 大判 錦絵揃物
- 3代目歌川豊国 「音曲振分双六」 双六絵
- 3代目歌川広重 「東京第一名所永代橋之真景」 大判3枚続 錦絵 明治8年
- 3代目歌川広重 「東京名所京橋銀座通里煉化石瓦斯灯夕景之図」 大判3枚続 錦絵
- 豊原国周 「見立五節句 五月」 大判 錦絵
- 2代目歌川国輝 「東京名所海運橋五階真図」 大判3枚続 錦絵 明治
- 昇斎一景 「東京日本橋通町繁栄之図」 大判3枚続 錦絵 明治